# Kikół
Kikół – miasto w Polsce, położone w województwie kujawsko-pomorskim, w powiecie lipnowskim, siedziba miejsko-wiejskiej gminy Kikół.
Kikół uzyskał lokację miejską w 1745 roku. Został pozbawiony praw miejskich 13 stycznia 1870 i włączony do gminy Kikół w powiecie lipnowskim. W latach 1867–1954 siedziba wiejskiej gminy Kikół, 1954–1972 gromady Kikół, a od 1973 reaktywowanej gminy Kikół. W latach 1975–1998 należał administracyjnie do województwa włocławskiego. 1 stycznia 2024 odzyskał status miasta.

## Położenie
Miasto leży się nad jeziorem Kikolskim, przy drodze krajowej nr 10 Szczecin – Warszawa, około 9,5 km na północny zachód od Lipna.
Pod względem historycznym Kikół znajduje się w ziemi dobrzyńskiej.
Według regionalizacji fizycznogeograficznej Polski miasto znajduje się na Pojezierzu Dobrzyńskim.

## Historia
W 2. połowie XVII wieku właścicielem wsi był generał Jan Stachurski, komendant twierdzy w Białej Cerkwi. Miasto w latach 1745–1870. W roku 1870 za udział w powstaniu styczniowym Kikół utracił prawa miejskie.
Od 1 stycznia 2024 roku Kikół ponownie posiada prawa miejskie.

## Demografia
Według Narodowego Spisu Powszechnego (2011) Kikół liczył 2241 mieszkańców. Jest największą miejscowością gminy Kikół.

## Sport
Kikół posiada klub Klub Rekreacyjno-Sportowy Ogończyk Kikół, założony w roku 1998. Piłkarze tego klubu do sezonu 2010/2011 (włącznie) występowali głównie w B Klasie włocławskiej. Ich największym sukcesem było zajęcie 2. miejsca w sezonie 2004/2005 (22 mecze, 45 pkt, bilans: 13-6-3).

## Zabytki
Według rejestru zabytków NID na listę zabytków wpisane są:
- Kościół parafialny pw. św. Wojciecha Biskupa i Męczennika, lata 1904–1909, cmentarz kościelny i ogrodzenie, nr rej.: A/491/1-3 z 29.08.1996
- cmentarz rzymskokatolicki z 2. połowy XIX w., kaplica i ogrodzenie z bramą, nr rej.: 390/A z 16.08.1996
- zespół pałacowy, około roku 1790, XIX–XX w., nr rej.: 274 z 29.12.1952 oraz 204/A z 25.04.1986: pałac i oficyna oraz park z aleją dojazdową – został wybudowany przez rodzinę Zboińskich. Otacza go park założony w latach 40. XIX wieku przez Karola Zboińskiego. Obecnym właścicielem jest przedsiębiorca i inwestor giełdowy Roman Karkosik, jeden z najbogatszych ludzi w Polsce[16][17].

## Galeria

Wybrane zabytki miasta
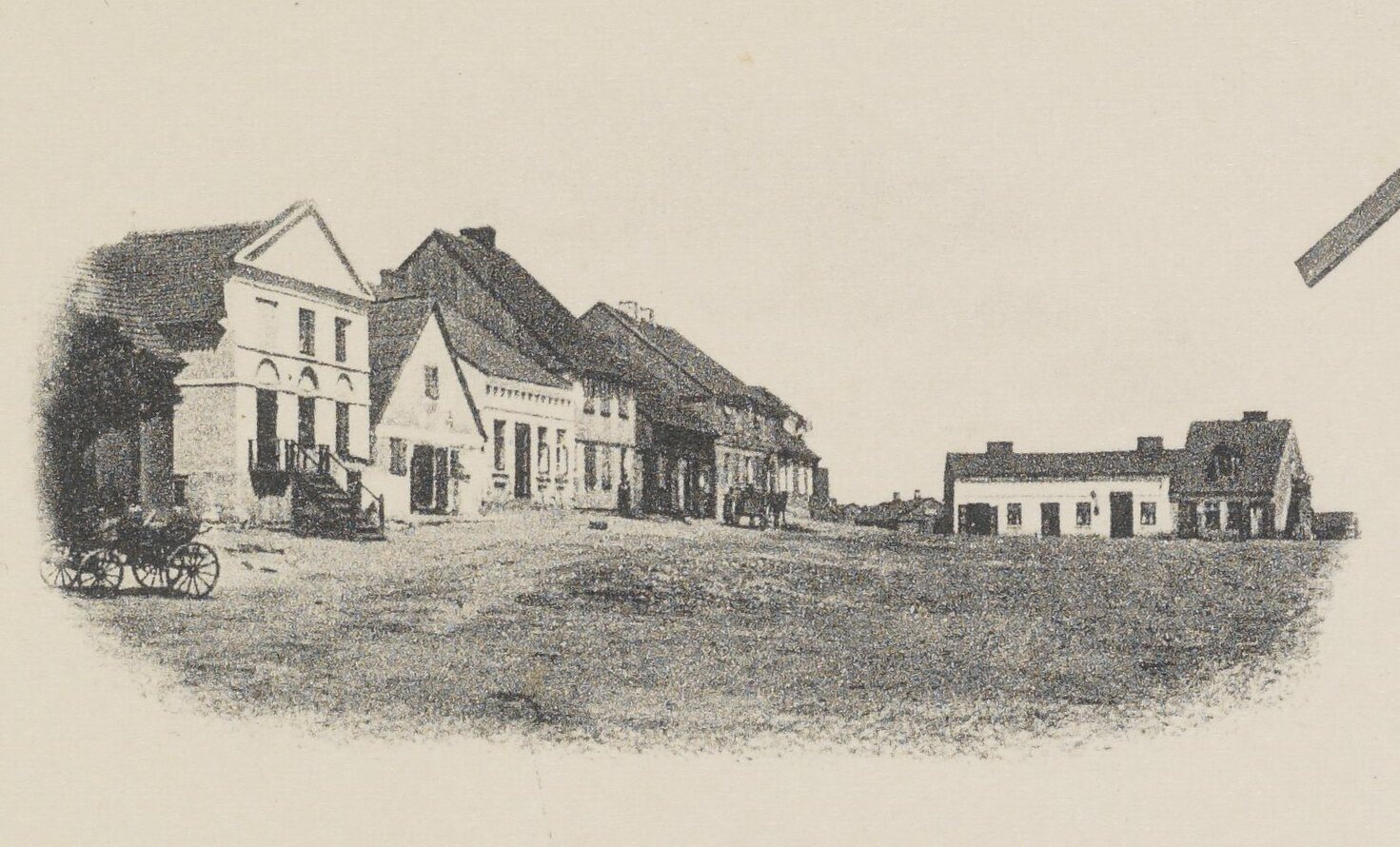
Rynek w 1908 r.
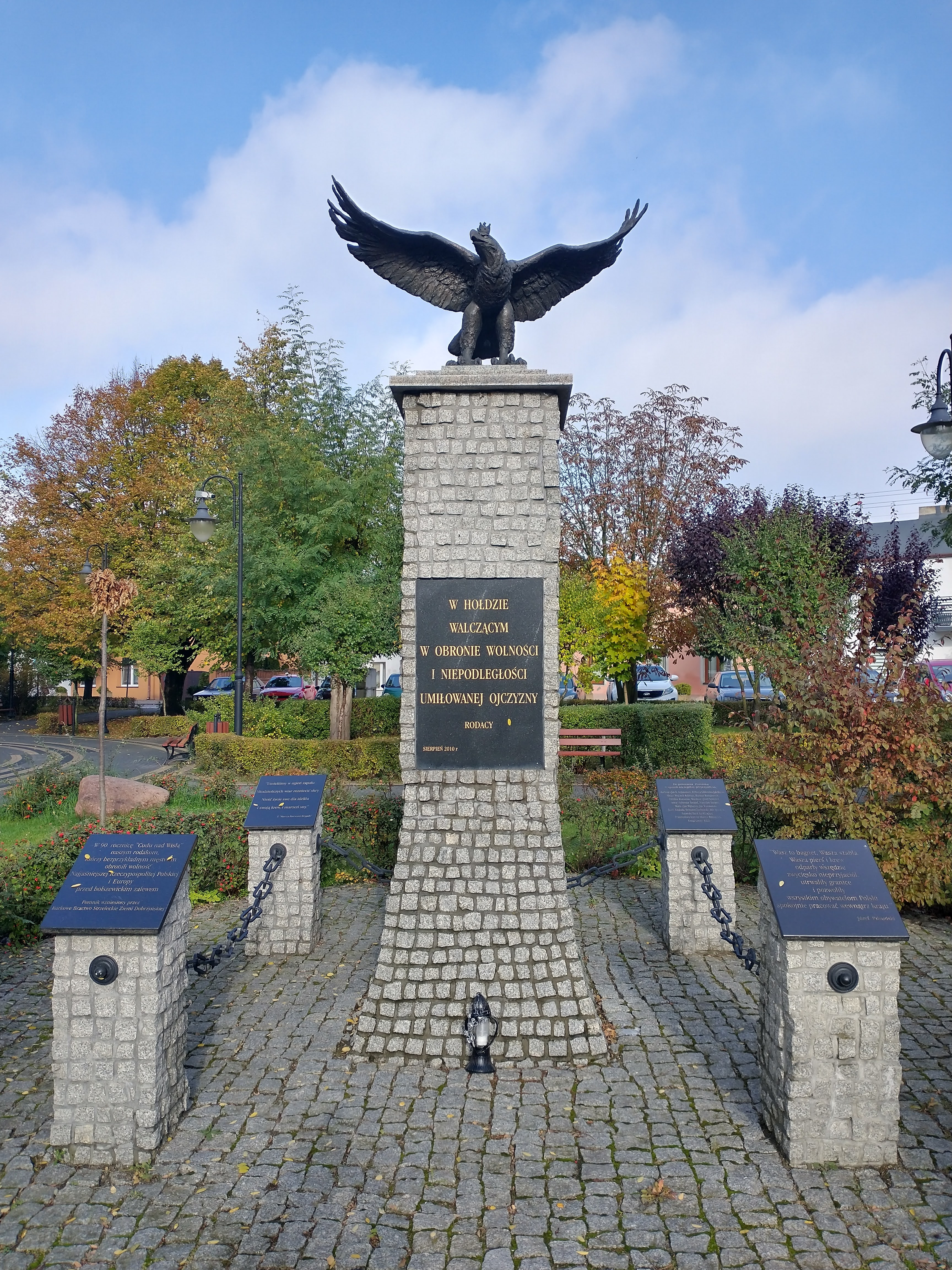
Pomnik na placu Tadeusza Kościuszki
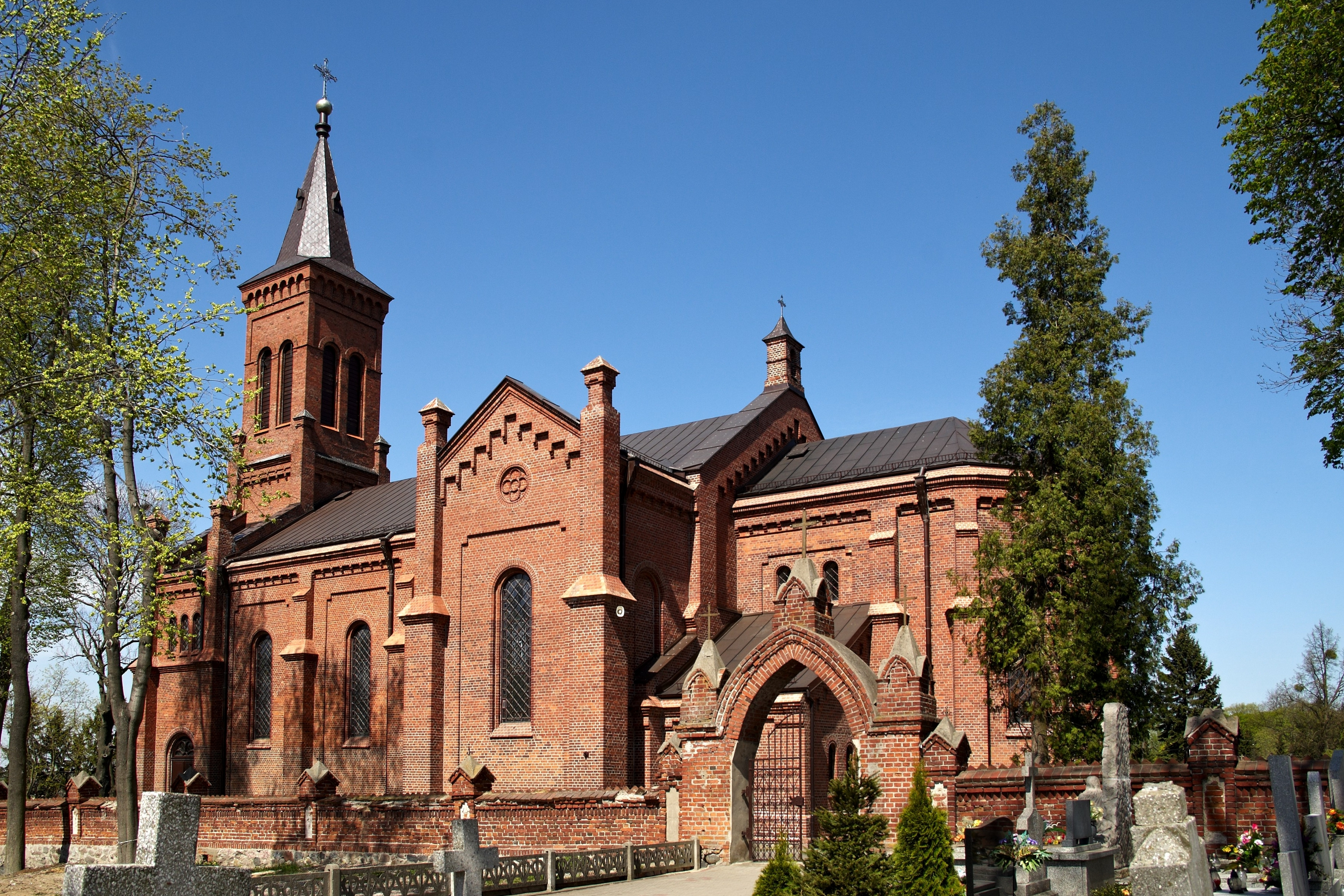
Kościół św. Wojciecha